# 生薬

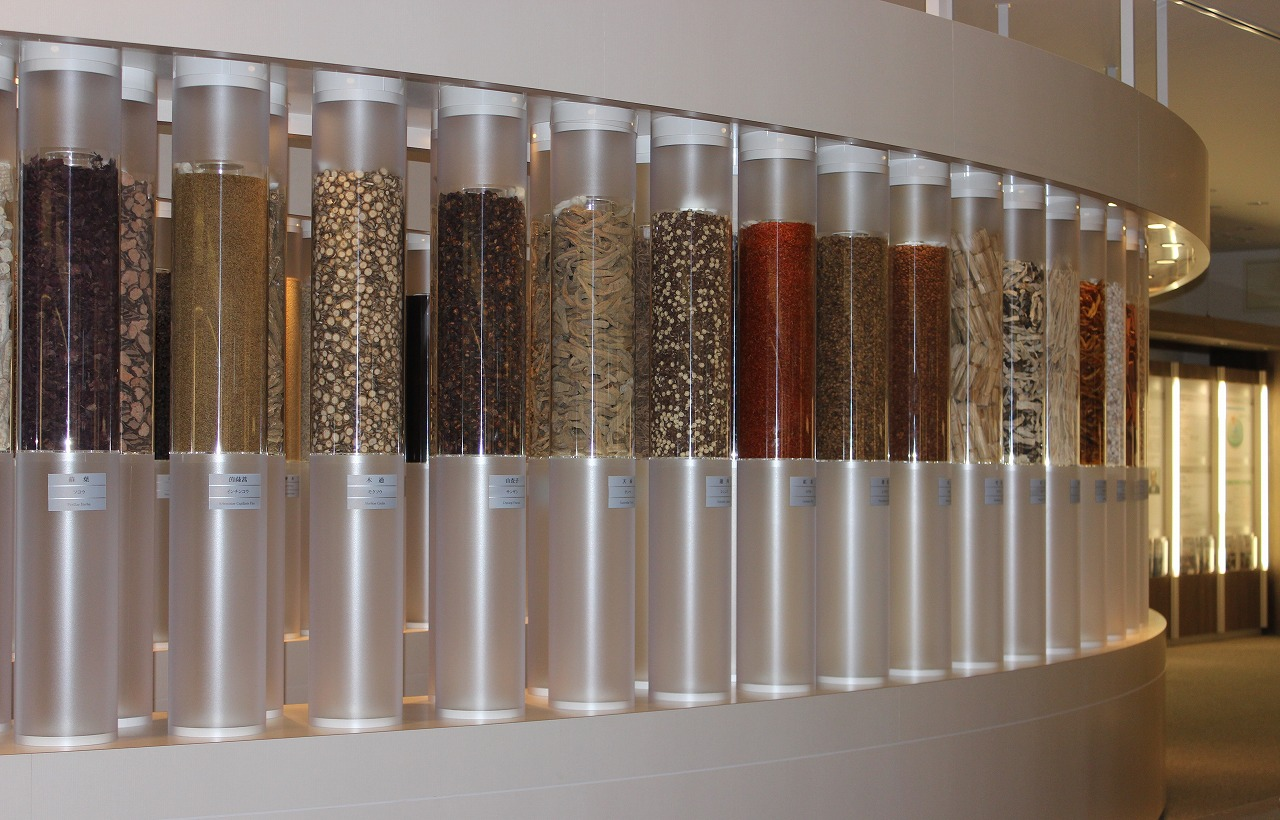
さまざまな生薬

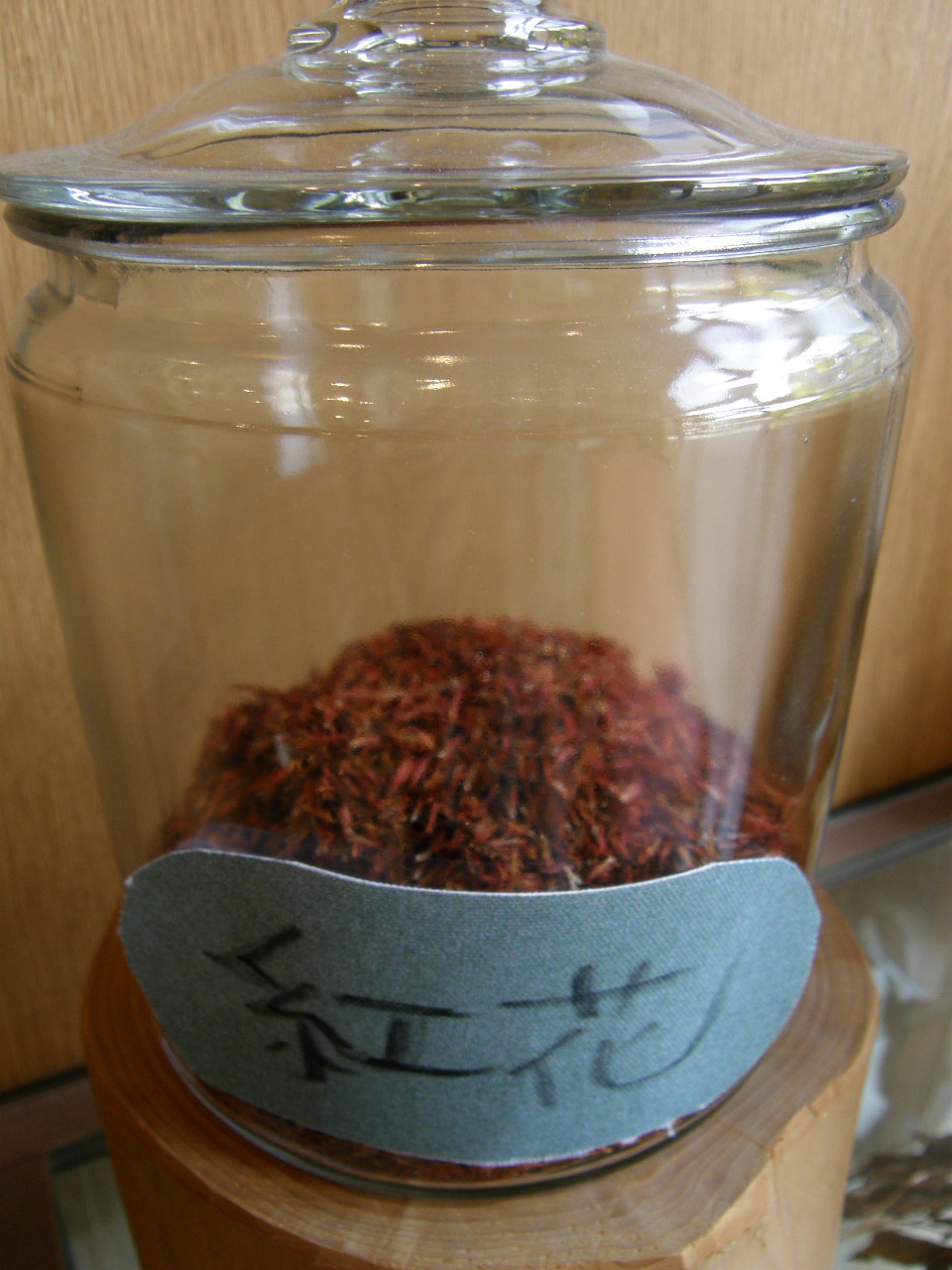
生薬のひとつ「紅花」

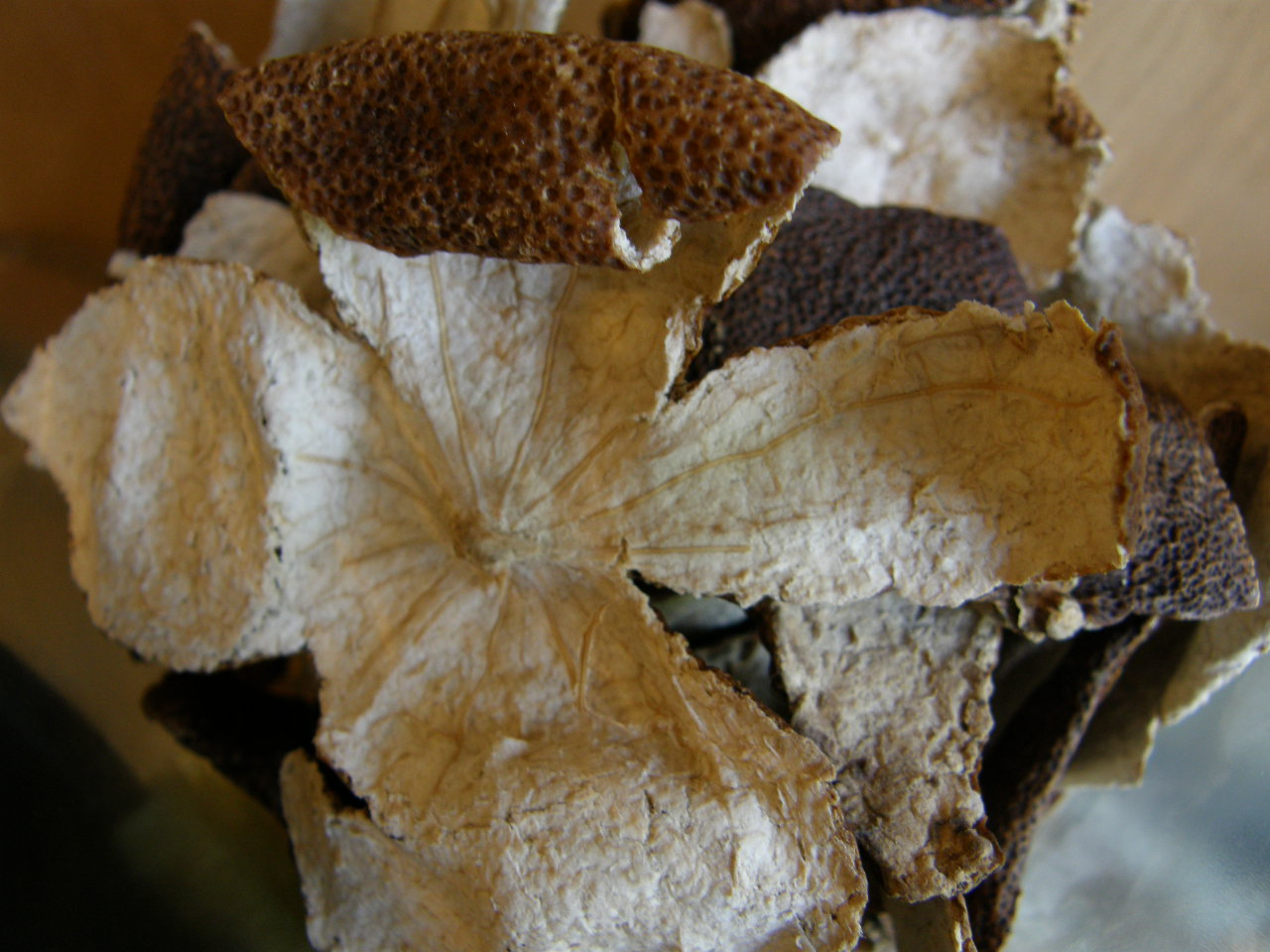
陳皮（ミカンの皮を乾燥させたもの）

生薬（しょうやく、きぐすり、英: Crude drug）とは、天然に存在する薬効を持つ産物を、そこから有効成分を精製することなく、体質の改善を目的として用いる薬の総称。生薬の大半は植物由来のものであるが、動物や鉱物などに由来するものもある。世界各地の伝統医学で多くの生薬が用いられている。
漢方薬は、生薬であるが漢方医学に基づいたものであり同一の概念ではない。

## 概要
有効成分を多く含んだ生の薬用植物や動物、鉱物を、いつでも用いることができるように、保存ができる形に加工したものを生薬とよんでいる。
人が生薬を使い始めたときは1種類（いわゆる単味）の生薬を用いていた。これらは例えば柴胡は熱を下げる、杏仁は咳を止めるといった簡単な知識の集積となった。しかし、漢書『芸文志』ですでに指摘されているように、病気は、季節、気候、風土、体質などの遺伝的要因の影響を受け、他の病と併発するなど複雑化することもある。そこで2種類以上の生薬を組み合わせて用いられるようになった。
日本における生薬は、漢方処方や民間伝承の和薬などの東洋医療で用いられる天然由来の医薬品すべてであるが、漢方医学の影響が大きいため、生薬と漢方薬が同一視される場合も多く、混乱を招いている。生薬は漢方医学以外にも、民間薬として単独で使用する機会もあるが、漢方薬は複数の生薬を漢方医学の理論に基づいて組み合わせた処方で配合比率も厳格に決められており決して同一ではない。漢方生薬は、慣習上漢字名で生薬名を呼んでいるため、薬用植物の標準和名とは異なる名前で呼ぶことが多い。一方で民間薬では、植物和名で呼ぶことがふつうである。
江戸時代に、生薬は漢方薬の原料という意味で薬種（やくしゅ）とも呼ばれており、鎖国下においても、長崎貿易や対馬藩を通じた李氏朝鮮との関係が維持された背景には、山帰来・大楓子・檳榔子・朝鮮人参などの貴重な薬種の輸入の確保という側面もあった。輸入された薬種は薬種問屋・薬種商を通じて日本全国に流通した。

## 種別
生薬となる天然産物には、植物由来のもの（薬用植物）、動物由来のもの、菌類由来のもの、そして鉱物由来のものが含まれる。そして多くの場合は煎じ薬やエキス剤、チンキ剤など、加工してから薬品として用いる。まれに、貼薬のように原体をそのまま使う場合もある。西洋医学のように注射剤として用いるものはなく、経口剤か貼薬として服用するのである。
生薬は天然物であることから、含有されている薬効成分は一定ではなく、同じ植物であっても、産地や栽培方法、あるいは作柄によっても成分が変わる場合も多い。たとえば薬用人参では、朝鮮半島産のものは「朝鮮人参」や「高麗人参」と銘打たれて重宝されるが、朝鮮半島より導入した国産のものは、「御種人参」（オタネニンジン）と呼ばれ、格が下がるとみなされている。
また、昨今の天然物資源への注目もあいまって、生薬から得られた成分をもとに医薬品が作られる場合も多い。植物資源（薬用植物）がその対象となることが多く、最も古い例としてはアヘンから得られたモルヒネがある。

## 生薬の加工
生薬は、摘み取ったり掘り出したりしたままで使えるわけではない。泥を落とすことや日干しにすることなども含めると、何らかの加工を行わなければ使用できない生薬がほとんどである。本節では、中医学で行われる修治（しゅうち）、炮製（ほうせい）を中心に取り上げる。

### 加工の目的

#### 薬剤として不要な部分を除去する
収穫したばかりの薬草には、泥、枯れ葉、他の植物、虫などの不要物が付着している。また、全草を用いる生薬は稀で、大多数の植物生薬では、人参は根、粳米は実というように薬効成分の多い一部のみが使われる。その他の部分は廃棄または薬用以外の用途に利用される。このように、不純物を可能な限り減らし、厳密な計量に耐えるようにしないと、生薬に含まれる薬効成分の量が推測できず、結果として、処方という行為自体が意味を成さないことになる。

#### 長期保存
薬草の組織に水分が含まれていると、重量や容積が大きく、品質が安定せず、また腐敗やカビが発生しやすく、遠隔地に出荷することはできない。この問題へのもっとも原始的な対処法は、薬草を天日に晒すことである。含まれている酵素によって、収穫すると薬効成分が崩壊してしまう生薬もある。このようなものは、収穫後、速やかに熱を加え、酵素を失活させなくてはならない（この点については、緑茶や紅茶の製法についても参照されたい）。また、長期保存には、除去し切れなかった昆虫、微生物などを殺す加工も必要である。

#### 成分を変化させる
生薬によっては、成分そのものが、収穫したままでの使用に耐えないこともある。附子など猛毒のものは、弱毒処理を行わなければ危険きわまりない。巴豆の種子は大量の油脂を含むため、そのまま投与すると激しい下痢を起こすので、極限まで油を絞ったかすを用いなければならない。また、地黄のように、生のものと加工されたものに、別々の薬効を期待する生薬も存在する。

#### 抽出しやすくする
貝殻や化石、鉱物などは、そのほとんどが固く、溶けにくいため、何らかの加工を行い、溶媒（水とは限らない）に溶けやすく、人体に吸収しやすくする必要がある。細かく砕いたり、加熱して組織を壊したり、薬品に漬け込むことが行われている。

### 加工の方法

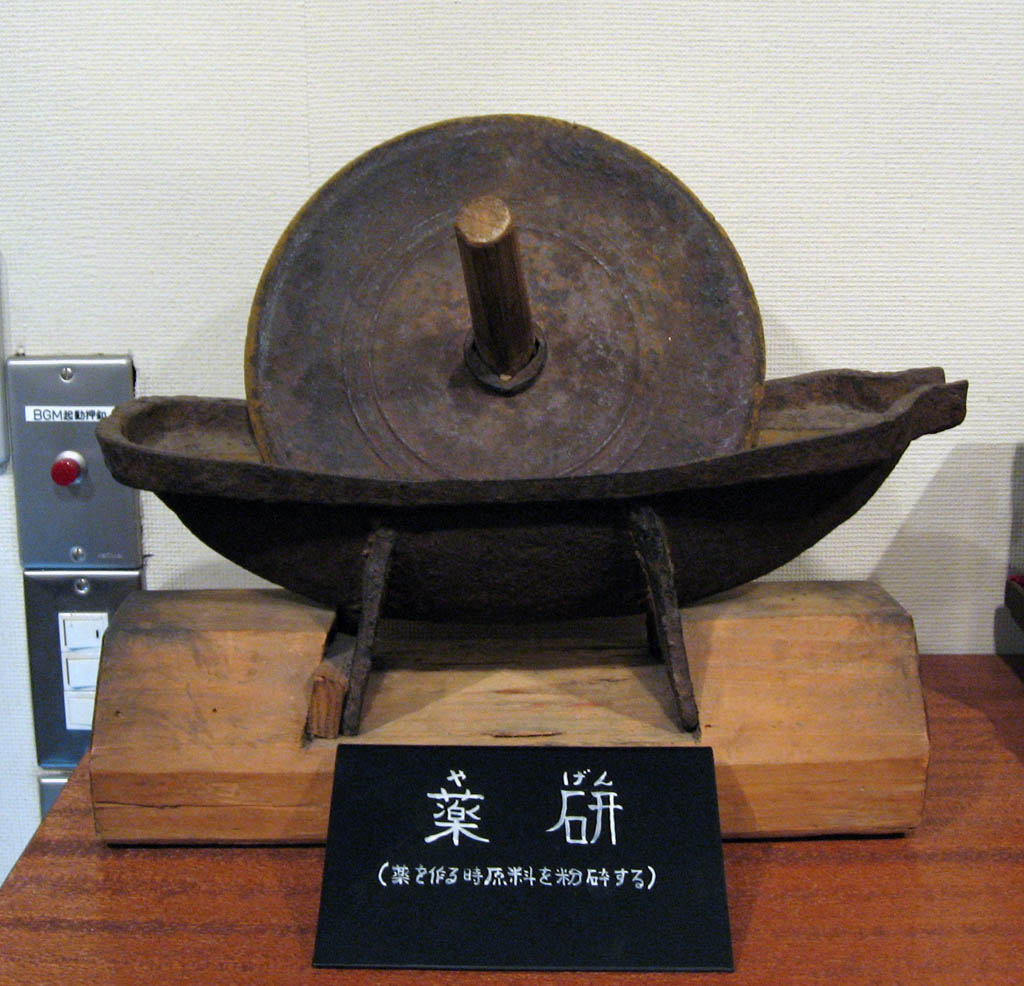
薬研

#### 機械的な方法
選薬（せんやく）
生薬として必要のない部分を取り除く前処理。
粉砕（ふんさい）
搗き潰したり、磨り潰したりする。
切製（せっせい）
規格の大きさに切断する。

#### 火を使う方法
煨（わい）
泥団子か練った小麦粉で包み、熱灰の中で加熱する。
煆（たん）
るつぼに入れて焼き、脆くする。
炮（ほう）
鉄の鍋で黄色くなるまで、あるいは破裂するまで乾煎りする。
炒（しゃ）
炒める。
炙（しゃく）
薬物を液体の補助材料（酒、塩水、蜂蜜など）と一緒に炒め、補助材料を染み込ませる。
烘烤（こうこう）
炙り焼き。
焙（ばい）
とろ火で乾燥させる。

#### 水を使う方法
洗（せん）
水洗い。
漂（ひょう）
水に晒して不純物を除去する。
泡（ほう）
形を整えるための前加工として、水に浸して柔らかくする。
潤（じゅん）
霧を吹く。
水飛（すいひ）
水簸とも書く。細かく研磨してから水で洗い、沈殿させる。

#### 水と火を使う方法
蒸（じょう）
蒸す。水以外の液体で蒸すこともある。
煮（しゃ）
煮る。
茹（じょ）
茹でる。
淬（すい）
赤熱するまで焼き、水か酢で急冷する。

#### その他の方法
発芽（はつが）
種子に水分を与え、芽の状態にまで育てる（麦芽など）。
発酵（はっこう）
温度や湿度を管理して、微生物を繁殖させる。
製霜（せいそう）
油を絞り、細かくする（巴豆など）。

## 生薬と医薬品
日本において、生薬は、医薬品医療機器等法によって医薬品として扱われるものと、食品として扱われるものの2種類に分類される。前者の製剤化されたものは生薬製剤であり、後者は健康食品である。
日本の医薬品医療機器等法では、生薬も医薬品として扱っており、ヨーロッパでもドイツなどでは医薬品である。一方、アメリカ合衆国では『薬局方』に生薬が収載されているにもかかわらず、生薬から精製した有効成分は医薬品として認めるものの、その原料である生薬自体は医薬品として認めていない。そのため、生薬を指して未精製薬 (Crude Drug) と呼び表したり、民間伝承で用いられる場合などでは「薬用ハーブ (herbal medicine)」と呼び表すことも多い。
日本における公定医薬品書である『第15改正日本薬局方』（2006年）では、生薬と生薬製剤および漢方エキスが「生薬等」に収載されており、『薬局方』に記載された方法で検定したものが医薬品として使用される。すなわち、生薬のすべてが『日本薬局方』で認められているわけではない。
ヨーロッパでは、伝統生薬製剤の欧州指令によって、医薬品として認可されている生薬製剤がある。ヨーロッパでは医薬品と扱われる一方、日本ではサプリメントとして販売されているものがある。
日本では、20世紀からの生薬製剤に加え、日本国外で一般用医薬品として利用されている西洋ハーブの生薬製剤を、日本で一般用医薬品として承認申請する際に、2007年（平成19年）より、海外のデータを利用して承認申請を省略できることが認められた。これにより2011年（平成23年）には、足の浮腫を適応とした、赤ブドウ葉乾燥エキス混合物（新有効成分）配合の医薬品が初めて承認された。
また、健康食品として扱われているため外国からの個人輸入も多く、成分や濃度もさまざまであり、ブラックコホシュを調査した例では、近縁種を誤って錠剤にした例も確認された。

## 医薬品として利用される主な生薬（植物）
| 植物名、生薬名             | 成分名             | 薬理作用             |
| -------------------------- | ------------------ | -------------------- |
| インドジャボク             | アジュマリン       | 抗不整脈             |
| インドジャボク             | レセルピン         | 血圧降下             |
| ロートコン、ベラドンナコン | アトロピン         | 副交感神経遮断       |
| ロートコン、ベラドンナコン | スコポラミン       | 副交感神経遮断       |
| オウレン、オウバク         | ベルベリン         | 健胃、整腸           |
| 茶、カカオ、コーヒーノキ   | カフェイン         | 中枢興奮、利尿       |
| 楠                         | d-カンファー       | 局所刺激、強心       |
| コカノキ                   | コカイン           | 局所麻酔             |
| アヘン                     | コデイン           | 鎮痛、鎮咳           |
| アヘン                     | モルヒネ           | 鎮痛                 |
| アヘン                     | ノスカピン         | 鎮咳                 |
| アヘン                     | パパベリン         | 鎮痙                 |
| イヌサフラン               | コルヒチン         | 抗痛風               |
| ジギタリス                 | ジゴキシン         | 強心、整脈           |
| ジギタリス                 | ジギトキシン       | 強心、整脈           |
| マオウ                     | エフェドリン       | 交感神経興奮         |
| 麦角菌                     | エルゴメトリン     | 子宮収縮、止血       |
| 麦角菌                     | エルゴタミン       | 鎮痛、子宮収縮       |
| マクリ                     | カイニン酸         | 回虫駆除             |
| アンミ実                   | ケリン             | 冠動脈拡張           |
| ハッカ                     | l-メントール       | 消炎                 |
| カラバル豆                 | フィゾスチグミン   | 抗コリンエステラーゼ |
| ヤボランジ                 | ピロカルピン       | 副交感神経興奮       |
| キナノキ                   | キニジン           | 抗不整脈             |
| キナノキ                   | キニーネ           | 抗マラリア           |
| ミヨブヨモギ               | サントニン         | 回虫駆除             |
| ストロファンツス           | G-ストロファンチン | 強心、整脈           |
| タチジャコウソウ           | チモール           | 殺菌（外用）         |
| クラーレノキ               | ツボクラリン       | 骨格筋弛緩           |

## 生薬の収集
生薬の保存に関しては、富山大学和漢医薬学総合研究所が中国医学および日本漢方で使われる生薬、インド医学薬物、チベット薬物、モンゴル薬物、インドネシア薬物、タイ古医学薬物、ユナニー薬物など2万6000点以上保存し、世界第一の保存数である。

## 生薬が見学できる主な博物館
- 中冨記念くすり博物館 - 佐賀県鳥栖市
- ニホンドウ漢方ミュージアム[10]
- ツムラ漢方記念館
  - Hello! TSUMURA バーチャル漢方記念館[11]

中国
- 国家中医药博物馆 - 北京
- 北京中医药大学中医药博物馆
- 上海中医药博物馆
- 陈李济中药博物馆 - 広州市

その他
- 王立薬剤師会博物館 - イギリス
- National Museum of Health and Medicine（英語版） - アメリカ

## 動物による生薬利用
ボルネオ島に住むオランウータンは、鎮痛作用をもつ植物ドラセナ・キャントレイを口で磨り潰して患部に塗り付けるほか、他の霊長類ゴリラ、チンパンジー、ボノボなどにも、寄生虫対策、止血、下痢止めなどに薬用植物を利用する様子が見られる。
チンパンジーには傷口に虫を磨り潰したものを塗り付ける様子が確認された。
チンパンジー、オウム、ウシ、コウモリ、ネズミ、ゾウには、土を食べる習性があり、ミネラルの吸収以外にも寄生虫対策、胃腸障害の改善などの効果が仮説として挙がっている。